# OK Kaštela
OK Kaštela är en volleybollklubb från Kaštel Stari, Kroatien. Klubben grundades 6 mars 1949. De har som bäst kommit tvåa i kroatiska mästerskapet, vilket de gjort sex gånger (1998–1999,1999–2000, 2000–2001, 2006–2007, 2013–2014 och 2018–2019). De vann kroatiska cupen 2001. De har spelat i CEV Cup och CEV Challenge Cup.